# Fosa de Priaranza del Bierzo
La Fosa de Priaranza del Bierzo es una fosa de fusilamiento situada en un desvío de la carretera comarcal 536 a las afueras de Priaranza, donde permanecieron enterrados los restos de trece hombres. Fue una de las primeras fosas exhumadas conforme a un protocolo científico, la cual dio origen a la Asociación para la Recuperación de la Memoria Histórica.
El 16 de octubre de 1936, un grupo de quince hombres republicanos fueron capturados y subidos a un camión en el Ayuntamiento de Villafranca del Bierzo,  después fueron bajados para ser fusilados, uno de ellos consiguió escapar, y sepultados en una fosa común. De las catorce víctimas, uno de los cadáveres pudo ser recuperado por la familia, por lo que en la fosa quedaron trece cadáveres.
Por iniciativa de Emilio Silva Barrera, nieto de Emilio Silva Faba, una de las víctimas, el 28 de octubre del año 2000 se exhumó la fosa común. Actualmente aun no se dispone de todas las identidades de las víctimas.

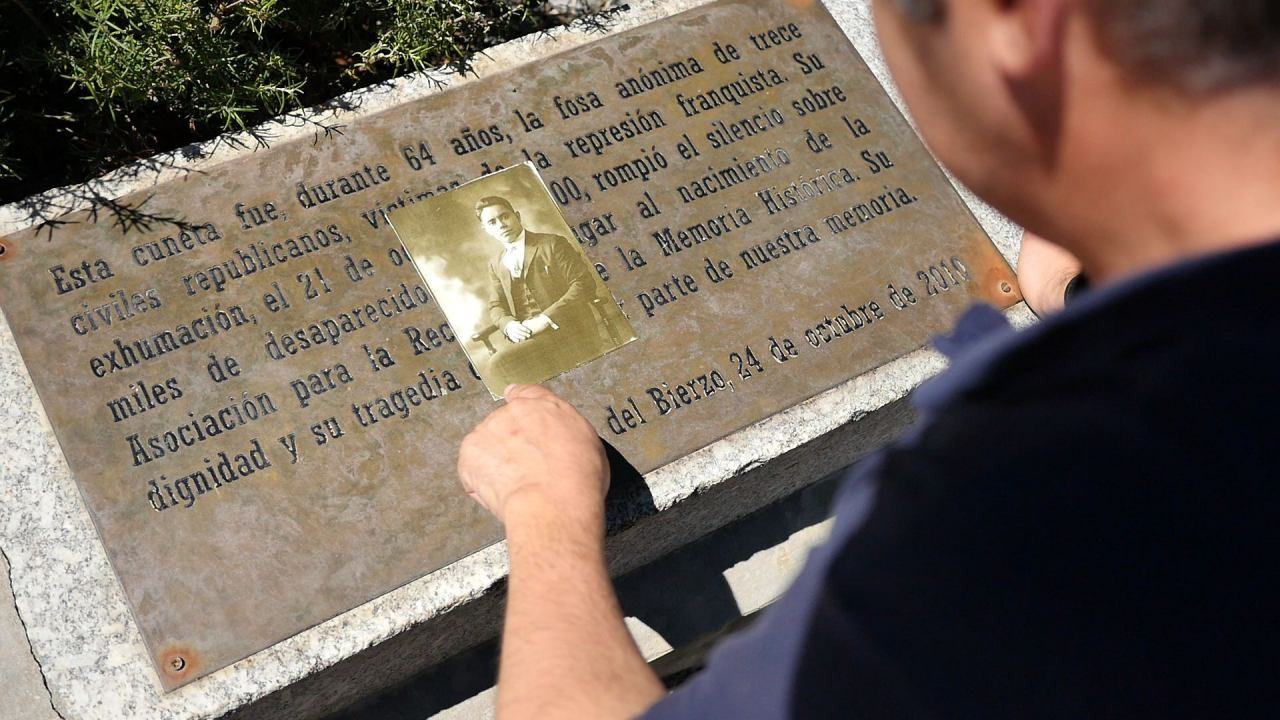

En 2010, una década después de la exhumación, se colocó una placa conmemorativa donde estuvo la fosa de Los trece de Priaranza; civiles republicanos asesinados el 16 de octubre de 1936 por un grupo de pistoleros falangistas y exhumados en octubre de 2000, con la siguiente inscripción: 
"Esta cuneta, durante 64 años fue la fosa anónima de trece civiles republicanos víctimas de la represión franquista. Su exhumación en octubre del año 2000 rompió el silencio sobre miles de desaparecidos y dio lugar al nacimiento de la Asociación para la Recuperación de la Memoria Histórica. Su dignidad y su tragedia deben formar parte de nuestra memoria" 
Esta fosa forma parte del proyecto Memorias situadas que recoge diferentes lugares de memoria relacionados con graves violaciones a los derechos humanos alrededor del mundo. Con este proyecto el Centro Internacional para los Derechos Humanos y la Unesco (CIPDH-UNESCO) quieren mostrar las diferentes maneras que las  comunidades abordan sus pasados traumáticos y dar a conocer esta historia a las futuras generaciones.